# 茲迪采

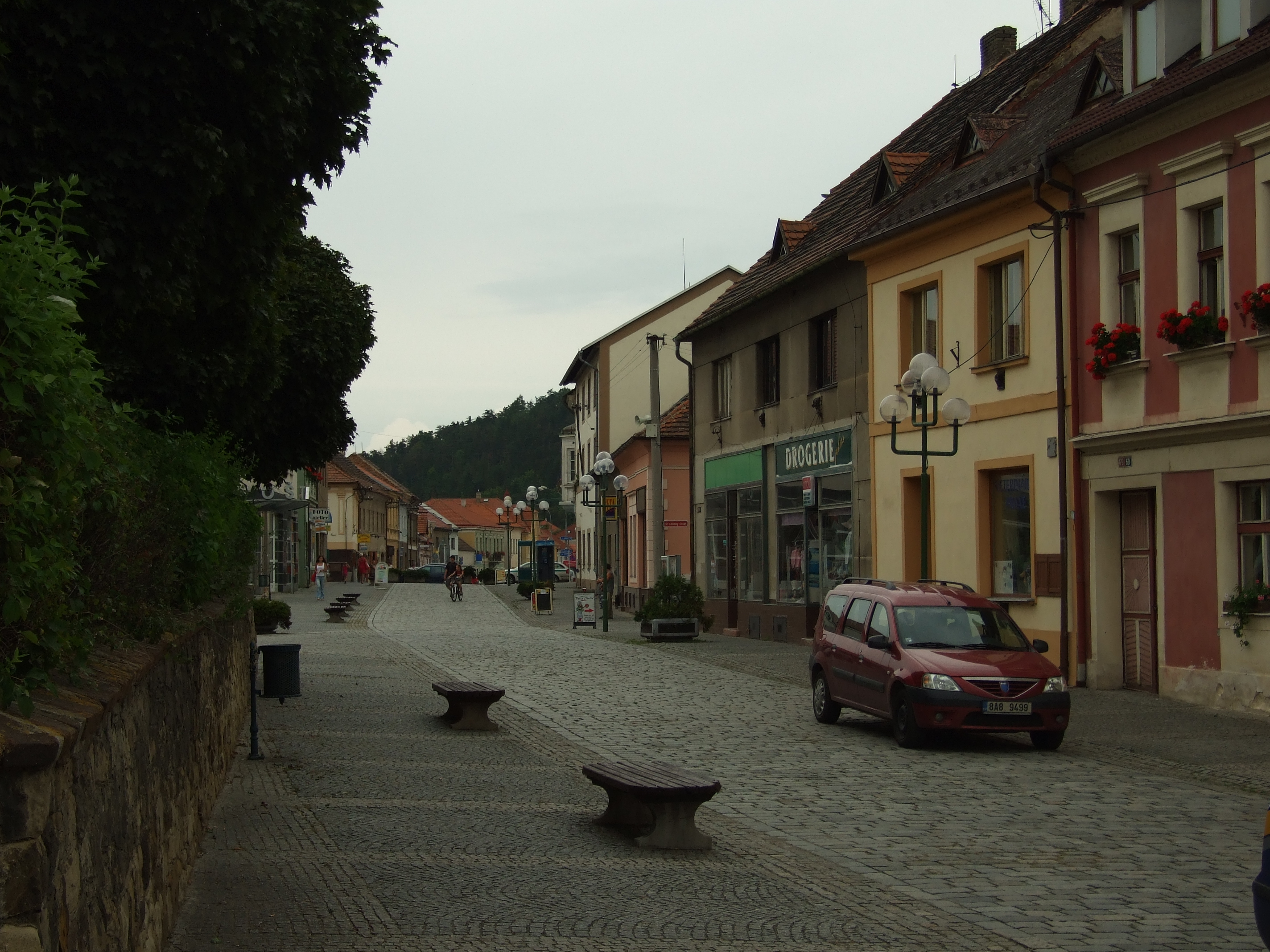

茲迪采是捷克的城鎮，位於該國西部，距離首都布拉格40公里，由中波希米亞州負責管轄，面積13.79平方公里，海拔高度268米，鎮上的採礦活動在1965年停止，2011年人口3,993。
49°54′N 13°59′E / 49.900°N 13.983°E